# D.A.N.C.E.
D.A.N.C.E. – wydany w 2008 r. album zawierający remiksy największych przebojów Kombi oraz Kombii wykonane przez polskich DJ-ów.

## Lista utworów
CD 1:
1. Awinion (Silver Bross Remix)
2. Pokolenie (Code Red Dance Rmx)
3. Słodkiego miłego życia (Silver Bross Remix)
4. Sen się spełni (Mk Schulz Remix)
5. Nasze Rendez-Vous (Dzidzi Neo-Disco Radio Mix)
6. Merenge (Remix By Wet Fingers)
7. Ślad (Silver Bross Remix)
8. Nietykalni (Silvermine Rmx)
9. Myślę o tobie (R'n'B remix)
10. Kochać Cię za późno (Silver Bross Remix)
11. Inwazja z Plutona (Mk Schulz Radio Remix)
12. You Are Wrong (The Housefinderz Remix)
13. Awinion (Code Red Dance Rmx)
14. Merenge (Silver Bross Remix)
15. Pokolenie (Silver Bross Remix)
16. Awinion (Wa-Wa Deejays Radio Edit By Loytinuz)

CD 2: 		
1. Awinion (Remix By Wet Fingers)
2. Kochać Cię za późno (Silvermine Rmx)
3. Słodkiego miłego życia (Luc One?s Vocal Short Mix)
4. Za ciosem cios (Remix By Wet Fingers)
5. Pokolenie (Giorgio Sainz Rmx)
6. Sen się spełni (Dj Seven Remix)
7. Jej wspomnienie (Sabbia & Cannabeatz Rmx)
8. You Are Wrong (Luc One?S New Style Mix)
9. Sen się spełni (Mk Schulz Full Remix)
10. Pokolenie (Silvermine Rmx)

## Pozycje na listach
| Lista | Kraj   | Pozycja |
| ----- | ------ | ------- |
| OLiS  | Polska | 6       |